# أوروبا والشرق الأوسط وإفريقيا

أوروبا والشرق الأوسط وأفريقيا: أوروبا والشرق الأوسط وأفريقيا تميز على خريطة العالم.

وارنر براذرز ديسكفري أوروبا والشرق الأوسط وإفريقيا (بالإنجليزية: Europe, the Middle East and Africa)‏ واختصارًا EMEA أو EMEIA إذا ضُمنت الهند؛ هو تعيين اختصار يعني أوروبا، والشرق الأوسط وأفريقيا. يتم استخدامه من قبل المؤسسات والحكومات، وكذلك في التسويق والأعمال. إنه شائع بشكل خاص بين شركات أمريكا الشمالية.
من المقبول عموما أن تشمل المنطقة جميع الدول الأوروبية، كل الدول الأفريقية، ويمتد شرقا إلى إيران، بما في ذلك روسيا. عادة لا يشمل هذا أقاليم مستقلة في الخارج لبلدان البر الرئيسي في المنطقة، مثل غيانا الفرنسية.
يشير المصطلح ذو الصلة «EMEAA» إلى «أوروبا والشرق الأوسط وأفريقيا وآسيا».

## المناطق ذات الصلة
- أوروبا الشرقية والشرق الأوسط وأفريقيا (EEMEA). تفصل بعض الشركات أعمالها في أوروبا الشرقية عن بقية أوروبا، وتشير إلى منطقة EEMEA بشكل منفصل عن منطقة غرب / أوروبا الوسطى ( EU / EFTA ).
- جنوب أوروبا والشرق الأوسط وأفريقيا (SEMEA).
- جنوب شرق أوروبا والشرق الأوسط وأفريقيا (SEEMEA)
- وسط وشرق أوروبا (CEE).
- أوروبا الوسطى والشرق الأوسط وأفريقيا (CEMEA).[2]
- الشرق الأوسط وشمال أفريقيا ( MENA ).
- أوروبا والشرق الأوسط وشمال أفريقيا ( EUMENA أو EMENA).
- أوروبا والشرق الأوسط والهند وأفريقيا (EMEIA أو EMIA).
- أوروبا والشرق الأوسط وأفريقيا ورابطة الدول المستقلة (EMEACIS).
- أوروبا والشرق الأوسط وأفريقيا ومنطقة البحر الكاريبي (EMEAC).
- كومنولث الدول المستقلة (CIS)، حول البحر الأسود وبحر قزوين.
- شمال الأطلسي ووسط أوروبا (NACE)
- وسط وشرق أوروبا والشرق الأوسط وأفريقيا (CEMA).[3]
- أوروبا العالم العربي أفريقيا وأمريكا اللاتينية.